# Kristian F. Knudsen
Kristian F. Knudsen (født 1. august 1979 i Kolding) er en dansk volleyballspiller, der spiller kant. Han spiller i den franske klub Tourcing LM i den bedste franske liga.
Han optræder ligeledes på Danmarks volleyballlandshold, hvor han er kaptajn på holdet.
Han startede sin volleyballkarriere forholdsvis sent efter at være blevet rekrutteret i en motionsklub i Kolding, men er nu kommet i top 10 over flest spillede landskampe for Danmark.